# Krążowniki ciężkie typu Oregon City
Krążowniki ciężkie typu Oregon City – ciężkie krążowniki amerykańskie będące udoskonalonymi wersjami okrętów typu Baltimore. W sumie z planowanych 10 jednostek wybudowano trzy okręty tego typu USS "Oregon City" (CA-122), USS "Albany" (CA-123) oraz USS "Rochester" (CA-124). Ukończono również czwarty okręt pierwotnie mający być krążownikiem typu Oregon City, jednak USS "Northampton" wszedł do służby w 1953 roku jako jednostka dowodzenia o numerze burtowym CLC-1.

## Geneza
Wyciągając wnioski z przebiegu działań wojennych na Pacyfiku US Navy uznała, że słabym punktem krążowników typu Baltimore jest ich uzbrojenie przeciwlotnicze. Zaproponowano stąd redukcję wysoko położonych mas, umożliwiając zamontowanie jak największej liczby działek przeciwlotniczych oraz przyjęcie nowych konstrukcji nadbudówek, która pozwoli na uzyskanie maksymalnego pola ostrzału. Rozwiązanie takie przewidywało obniżenie sylwetki bocznej okrętu, zastosowanie jednego komina (zamiast dwóch jak na poprzednikach) oraz zwężenie pokładu rufowego. Dzięki takiemu rozwiązaniu, na rufie montowano tylko jeden dźwig dla wodnosamolotów pokładowych, a tym samym uzyskiwano miejsce do zamontowania dwóch stanowisk działek przeciwlotniczych 40 mm Bofors. Liczbę wodnosamolotów zmniejszono z 4 do dwóch (było to podyktowane chęcią znalezienia miejsca dla coraz liczniejszej załogi). Postulowano również by wyżej zostały umieszczone dalocelowniki armat 203 mm. W celu poprawy bezpieczeństwa okrętu w razie uszkodzenia chciano wyeliminować drzwi wodoszczelne w grodziach na niższych pokładach (rozwiązanie takie zastosowano na krążownikach lekkich typu Fargo). 11 listopada 1942 roku admirał floty Ernest King zaakceptował postulowane rozwiązania (ale bez potrzeby budowy grodzi wodoszczelnych jak w krążownikach typu Fargo).

## Budowa
Wszystkie zbudowane okręty powstały w stoczni Fore River należącej do koncernu Bethlehem Steel Co. w Quincy w stanie Massachusetts. 12 sierpnia 1945 roku anulowano budowę pozostałych krążowników.
| Nr. taktyczny Nazwa | Stocznia                    | Położenie stępki | Wodowanie  | Wejście do służby |
| ------------------- | --------------------------- | ---------------- | ---------- | ----------------- |
| CA-122 Oregon City  | Bethlehem Co.               | 08.04.1944       | 09.06.1945 | 16.02.1946        |
| CA-123 Albany       | Bethlehem Co.               | 06.03.1944       | 30.06.1945 | 15.06.1946        |
| CA-124 Rochester    | Bethlehem Co.               | 29.05.1944       | 28.08.1945 | 20.12.1946        |
| CA-125 Northampton  | Bethlehem Co.               | 31.08.1944       | CLC-1      | CLC-1             |
| CA-126 Cambridge    | Bethlehem Co.               | 16.12.1944       | –          | –                 |
| CA-127 Bridgeport   | Bethlehem Co.               | 13.01.1945       | –          | –                 |
| CA-128 Kansas City  | Bethlehem Co.               | 09.07.1945       | –          | –                 |
| CA-129 Tulsa        | Bethlehem Co.               | –                | –          | –                 |
| CA-137 Norfolk      | Philadelphia Naval Shipyard | 27.12.1944       | –          | –                 |
| CA-138 Scranton     | Philadelphia Naval Shipyard | 27.12.1944       | –          | –                 |

## Uzbrojenie

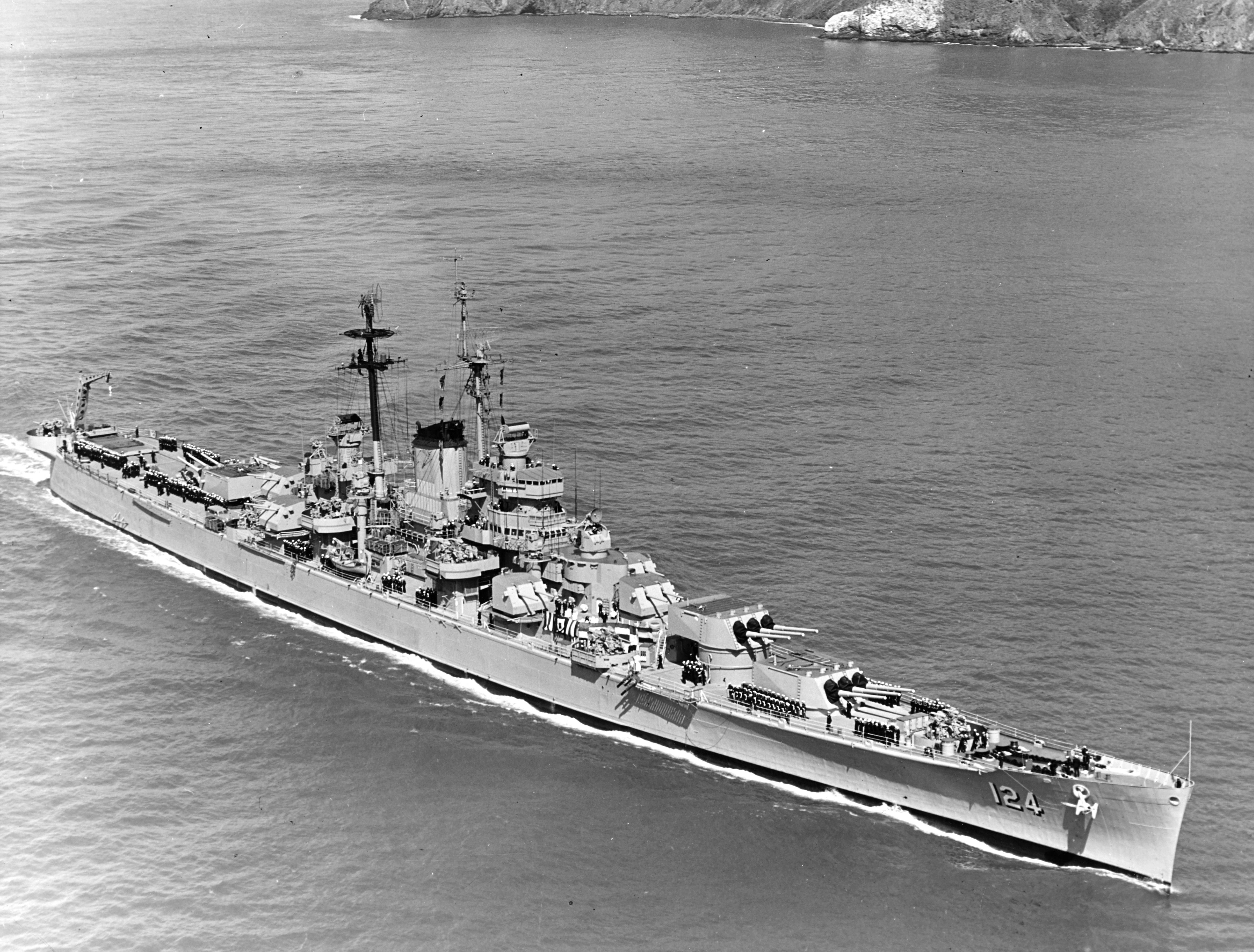
USS "Rochester" w 1957 roku

Głównym uzbrojeniem okrętów były armaty 203 mm Mk 15 o lufach długości 55 kalibrów (11,16 m) i masie 17,45 t, umieszczone w trzech wieżach po trzy lufy każda. Artylerię średnią tworzyło 12 uniwersalnych armat 127 mm Mk 12 L/38 w sześciu wieżach. Uzbrojenie małokalibrowe miało stanowić 48 działek 40 mm Boforsa rozmieszczonych na 12 stanowiskach oraz 20 działek 20 mm Oerlikon. Krążowniki posiadały dwa sprzężone z radarami Mk 13 dalocelowniki Mk 34 dla armat 203 mm oraz dwa dalocelowniki Mk 37 wspomagane przez radary Mk12/22 dla armat 127 mm. Każde ze stanowisk Boforsów miało system kierowania ogniem Mk 57 z radarem Mk 34. Na pokładzie znajdowały się dwa wodnosamoloty Curtiss SC-1 Seahawk, do startu służyły im dwie katapulty o długości 21 m. Pierwotny zestaw radarów okrętów składał się z radarów wykrywania celów nawodnych i powietrznych SG-1 i SK-2 oraz z radaru służącego kontrolowaniu własnych samolotów typu SP.

## Opancerzenie
Pas burtowy okrętów miał grubość w górnej części 152 mm zwężający się stopniowo do 102 mm na dolnej krawędzi. Pancerz wewnętrzny chroniący komory amunicyjne miał grubość 51–76 mm. Grubość pokładu pancernego nad pasem burtowym wynosiła jednolicie 63 mm. Grodzie zamykające z obu stron przedziały urządzeń napędowych miały od 127 do 152 mm (większa grubość na dolnych pokładach). Wieże artylerii głównej chronił pancerz grubości 203 mm płyta czołowa, 76 mm strop, 38–83 mm ściany boczne, 38 mm tylna ściana. Ich barbety miały opancerzenie grubości 152–160 mm. Wieże armat 127 mm chronił pancerz 25 mm płyta czołowa i 19 mm pozostałe płyty. Stanowisko dowodzenia posiadało opancerzenie grubości 165 mm ściany, 76 mm strop, 63 mm podłoga.

## Modyfikacje
USS "Oregon City" pozostawał w służbie zbyt krótko (18 miesięcy), aby dokonano na nim znaczących modyfikacji. W 1949 roku z USS "Rochester" usunięto wyposażenie lotnicze instalując na pokładzie rufowym platformę dla śmigłowców, a w 1953 roku usunięto Boforsy zastępując je armatami 76 mm Mk 22 o lufach długości 50 kalibrów i masie 798 kg (masa bez automatu załadowczego), rozmieszczono 20 armat (10 stanowisk po dwie lufy). USS "Albany" w 1950 roku utracił wyposażenie lotnicze i również w tym samym roku dostał armaty 76 mm. 30 czerwca 1958 roku USS "Albany" został skierowany do stoczni Boston Navy Yard w celu przebudowania go na krążownik rakietowy.